# Konvulsionärer
Konvulsionärer (franska convulsionnaire, en som ofta får krampanfall, av latin convulsio kramp). Convulsionnaires de S:t Médard var en religiös svärmarsekt, som 1727 uppstod bland jansenisterna. Konvulsionärerna brukade infinna sig för att bedja på François de Pâris grav på Medarduskyrkogården i Paris. I synnerhet sedan 1731 inträffade det därvid i regel, att de fanatiserade bedjarna föll i kramp. De blev därigenom, enligt egen utsago, botade från sjukdomar samt fick kraft att "profetera" om kyrkans och statens undergång. 1732 lät konungen tillmura och bevaka kyrkogården, men konvulsionärerna skaffade sig jordklimpar från helgonets grav för att fortsätta med att framkalla de underbara verkningarna. 1733 hotades de med fängelsestraff, men rörelsen upphörde så småningom.